# 戦車第4連隊
戦車第4連隊（せんしゃだい4れんたい、戦車第四聯隊）は、大日本帝国陸軍の戦車連隊のひとつ。
前身は、1934年（昭和9年）4月1日に習志野で編成され、関東軍の独立混成第1旅団に所属していた戦車第4大隊である。1937年（昭和12年）7月に盧溝橋事件が発生すると華北に派遣され、その後チャハル作戦・太原攻略戦（山西作戦）に参戦、太原陥落後の同年11月中旬に満州に帰還し、翌1938年（昭和13年）8月1日に連隊に改編された。

## 概要
独立混成第1旅団は1938年（昭和13年）8月12日に廃止され、本連隊は新設の第1戦車団に所属し、ノモンハン事件後の1940年（昭和15年）3月に第2戦車団所属となった。
その後、本連隊は第2戦車団隷下満州に在って国境警備に任じていたが、太平洋戦争が始まるとフィリピン攻略と蘭印作戦に参戦し、ティモール島で終戦を迎えた。

## ノモンハン事件
1939年（昭和14年）5月にノモンハン事件が起こると、関東軍は戦車を中心に各種部隊を増強して反撃する計画を立て、所属していた第1戦車団基幹の安岡支隊（第1戦車団長安岡正臣中将指揮）が編成され、本連隊も戦車第3連隊とともに基幹部隊としてこれに加わった。
当初の計画では、工兵部隊の架けた橋を通りハルハ河西岸に渡り敵の背後を断って撃滅する予定であったが、工兵が用意できた橋は演習用の器材を使った貧弱なもので戦車部隊は渡ることができず、歩兵部隊が西岸に渡って退路を遮断し東岸に残った戦車部隊が北から攻撃をかけ敵を殲滅するよう作戦が変更された。作戦は7月1日に始まり、本連隊は7月2日夜に夜襲をかけ攻撃は成功をおさめた。大規模装甲部隊による夜襲は世界初で、大変珍しい例であった。
しかし、翌3日には戦車第3連隊が敵防御陣地に対する正面攻撃を行い、主力の中戦車13両と軽装甲車5両を損失、さらに連隊長の吉丸清武大佐も戦死するという壊滅的な損害を被った。第23師団の第23歩兵団を基幹とする歩兵部隊は、7月2日にハルハ河の渡河を始めたがソ連増援軍が3日に戦場に到着、増援のソ連装甲部隊の砲撃により大損害を受け3日午後には次第に戦況は不利となった。このため、同行し作戦指導にあたっていた関東軍参謀副長矢野音三郎少将が撤退を指示、同夜ハルハ河東岸に戻った。第23師団は7月5日朝から攻撃を再開したが、7月10日の攻撃に失敗し戦線は膠着状態に陥った。また戦車部隊はこれ以上の損耗が許されないため、7月26日に帰還命令が出された。

## 太平洋戦争
太平洋戦争開戦間近の1941年（昭和16年）11月21日、連隊は第48師団に編合され台湾高雄に移動した。その後、12月18日に高雄を発ちルソン島のダルモテスに上陸してマニラの攻略に寄与し、翌1942年（昭和17年）1月8日マニラに入城した。
続いて1月24日に第48師団は第16軍に編入され蘭印作戦に参戦、連隊主力は第48師団に属し東部ジャワ島・スラバヤ攻略に、第1中隊は第38師団歩兵第230連隊基幹の東海林支隊に配属され中部ジャワ攻略に、第2中隊は第38師団に配属されパレンバン攻略に従事した。
主力は、3月1日未明ジャワ東部のクラガン海岸に上陸を敢行、3月6日夕刻にはポロンを攻略し奪取した。そして3月8日までにはジャワ島の蘭印軍は降伏しスラバヤに入城した。その後同地の警備にあたっていたが、同年12月にはティモール島に進出し、同島で終戦を迎えた。

## 歴代連隊長
| 代 | 氏名     | 在任期間    | 備考 |
| -- | -------- | ----------- | ---- |
| 1  | 玉田美郎 | 1938.8.31 - |      |
| 2  | 高沢英輝 | 1940.3.9 -  | 中佐 |
| 3  | 熊谷庄治 | 1941.7.25 - | 中佐 |
| 末 | 戒田達一 | 1943.4.26 - |      |